# Aizis

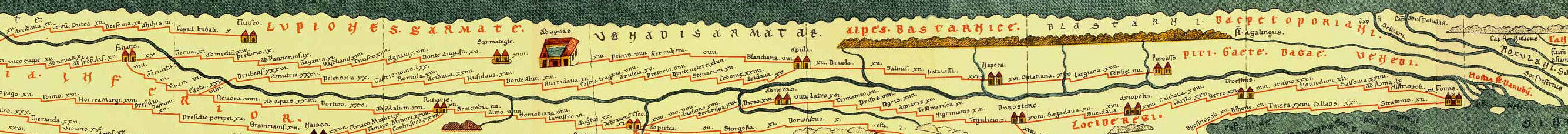
Aizis în Dacia romană, selecție din Tabula Peutingeriana

Aizis (alte denumiri: Aixis, Aixim, Airzis, Azizis, Azisis, Aizisis, Alzisis, Aigis, Aigizidava[*], Zizis) a fost un oraș dacic menționat de către împăratul Traian în Dacica. Era situat lângă Dealul Ruieni, Fârliug, Caraș-Severin. A fost transformat de romani în Castrul Aizis